# 聖日耳曼修道院

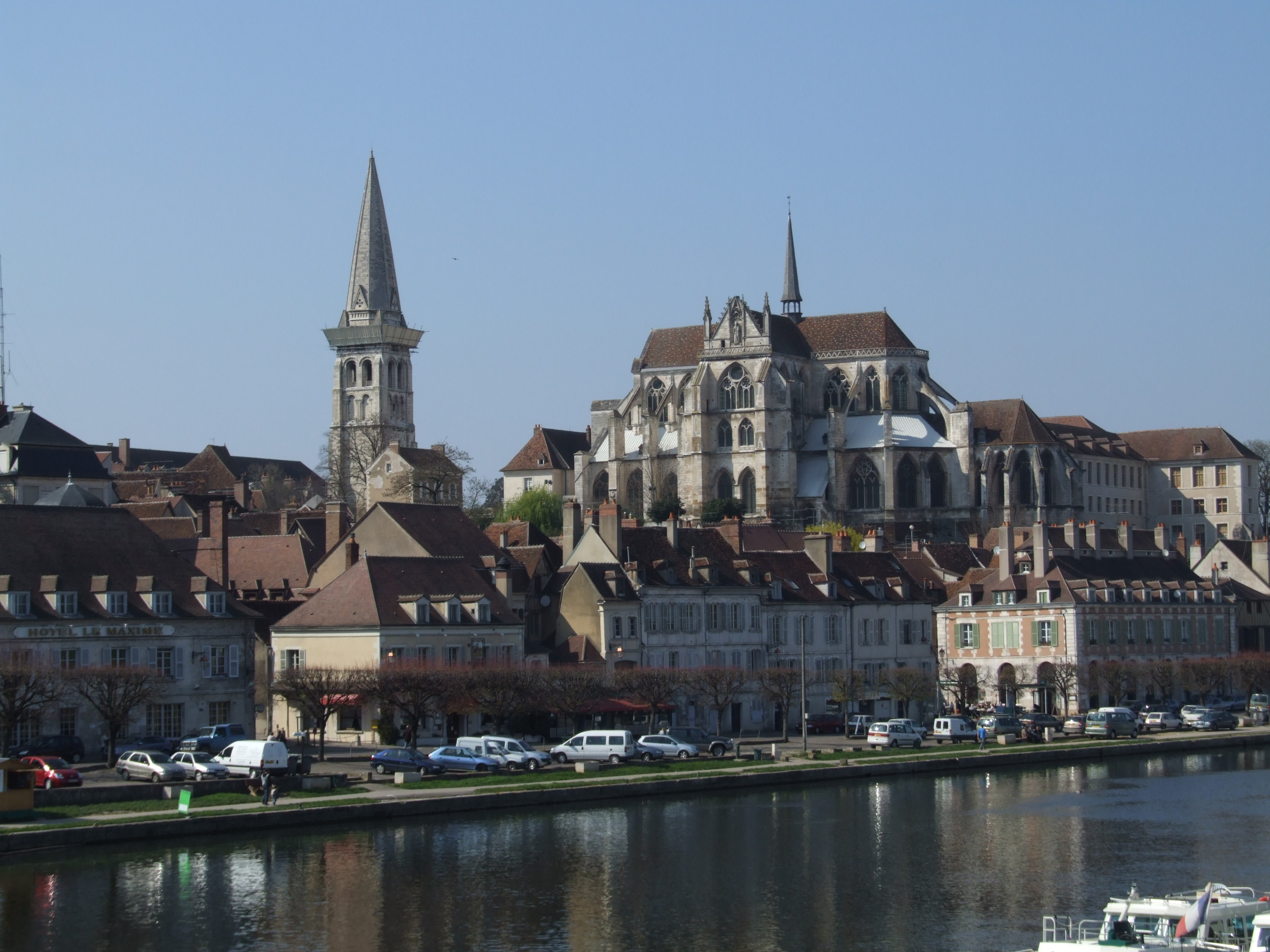
聖日耳曼修道院

聖日耳曼修道院（法語：Abbaye Saint-Germain d'Auxerre）是位於法國中部的歐塞爾的一座本篤會修道院建築，創建人是歐塞爾的聖日耳曼。現存最早的建築修建於9世紀。在法國大革命期間，修道院部分建築被拆毀或改建醫院。現在修道院則是一座博物館。

## 外部連結
- Culture.gouv.fr: Saint-Germain d'Auxerre （页面存档备份，存于） （英文）
- Saint Germain d'Auxerre: recent archaeology